# Positions politiques de Javier Milei

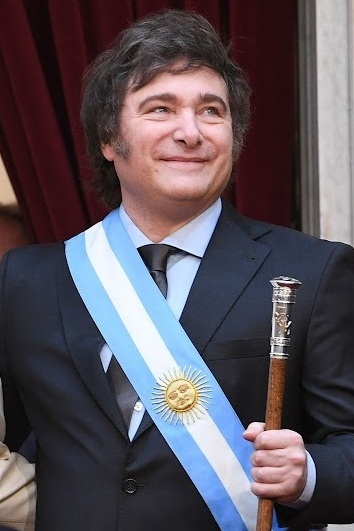
Mileï en 2023

Les positions politiques de Javier Milei, le président nouvellement élu de l'Argentine, ont été qualifiées par de nombreux médias comme étant d'extrême droite, de libertaire de droite, de populiste de droite et d'ultraconservateur. Sur le plan économique, ils ont qualifié ses positions de néolibérales et d'ultralibérales. Milei s'identifie principalement comme un minarchiste et un libéral-libertaire, ou un libéral classique, tout en s'alignant également théoriquement sur l'anarcho-capitalisme et le paléolibertarisme. Il plaide pour un gouvernement minimaliste axé uniquement sur la justice et la sécurité. Les fondements philosophiques de Milei intègrent les principes de vie, de liberté et de propriété, ainsi que les principes de non-agression, de propriété de soi et les principes fondamentaux du libre marché, et certains commentateurs considèrent les vues de Milei comme fondamentalement libertaires. Les politologues considèrent plutôt sa position politique dans le contexte de l’extrême droite mondiale.
En plus de sa philosophie politique, Milei estime que l'État est l'ennemi de la richesse et que l'économie keynésienne est mauvaise et est le principal responsable des malheurs économiques de l'Argentine. Il s'oppose fermement au socialisme et au communisme, les critiquant comme des systèmes violents générant la misère et la faim. Milei adopte également une position critique à l'égard de la Banque centrale d'Argentine et des politiques fiscales, proposant des changements radicaux visant à la libéralisation économique et à la restructuration des ministères gouvernementaux. Il propose des changements radicaux dans les relations étrangères, tout en étant pro-États-Unis, pro-Israël et pro-Ukraine, et critiquant les gouvernements socialistes.

## Points de vue économiques
Milei se décrit comme un anarcho-capitaliste, minarchiste, paléolibertaire, et libéral-libertaire,, proche du libertarianisme aux États-Unis et du libéralisme classique. Il est un ardent défenseur du libéralisme économique et du conservatisme fiscal, adhérant à l'École autrichienne d'économie et adoptant une position critique à l'égard de l'économie keynésienne,. Milei tire sa philosophie économique d'un large éventail de penseurs et d'économistes, allant de figures classiques comme Adam Smith à des théoriciens modernes comme Murray Rothbard, Friedrich Hayek, Milton Friedman, Gary Becker et Jesús Huerta de Soto,,. Milei a exprimé une admiration particulière pour la politique économique de l'ancien président argentin Carlos Menem et de son ministre de l'économie Domingo Cavallo, qualifiant leur administration de « la plus réussie économiquement de l'histoire de l'Argentine ». Ses vues trouvent également une résonance avec des personnalités historiques argentines comme Juan Bautista Alberdi,, et des économistes contemporains comme Alberto Benegas Lynch,,.

### Systèmes économiques
Milei promeut le capitalisme et s'oppose fermement au communisme et au socialisme. Dans une présentation TEDx devenue virale sur les réseaux sociaux en février 2019, Milei a présenté ce qu'il a décrit comme « une histoire d'amour » sur le capitalisme, expliquant comment le capitalisme et le libre marché ont sorti les gens de la pauvreté. Il a ensuite cité ce qu'il décrit comme des mythes concernant le capitalisme, rejetant l'idée selon laquelle le modèle nordique est socialiste, et a déclaré que les pays nordiques sont «plus favorables au marché qu'on ne le pense». Il a qualifié le problème des inégalités sociales de «canular mensonger» et a déclaré que « la justice sociale est injuste ». Il a conclu qu’il s’agissait d’un débat sur les valeurs, dans lequel le socialisme incarne l’envie, le ressentiment et la coercition, tandis que le capitalisme ou le libéralisme prône le respect sans restriction du projet de vie des autres.
Dans une interview en novembre 2020, Milei a déclaré:«Je déteste les communistes, les merdiques de gauche, parce qu'ils détestent la vie.» En évoquant la chute du mur de Berlin, il a qualifié le système d'État communiste d'« échec économique, social et culturel, et ils ont également assassiné 150 millions d'êtres humains avec cette idée stupide appelée socialisme, poussée à l'extrême». Citant Peter Fechter, assassiné alors qu'il tentait de franchir le mur de Berlin, il affirmait que le modèle marxiste-léniniste est «le modèle de la pauvreté, ce monde est totalement fou». Il a en outre déclaré qu'il n'y avait que deux systèmes, le libéralisme ou le communisme, car il estime que toute solution intermédiaire est instable et dérive vers le communisme. En 2021, il a signé une lettre parrainée par Vox qui dénonce « l'avancée du communisme » dans le monde hispanophone, et a été soutenue par Eduardo Bolsonaro et José Antonio Kast. En octobre 2021, il a réitéré ses opinions anti-gauchistes en déclarant : «Je m'allierai à tous ceux qui croient que la gauche est l'ennemie».

### Taille du gouvernement et dépenses publiques
Milei a proposé une restructuration radicale du gouvernement argentin, plaidant pour une réduction du nombre de ministères de 24 à 8. Il a notamment appelé à l'élimination ou à la fusion de grands ministères tels que le ministère de l'Éducation, le ministère du Développement social, le ministère de la Femme, du Genre et de la Diversité et le ministère de la Santé. Une vidéo dans laquelle Milei retire physiquement des cartes avec les noms des ministères d'un panneau mural et les jette en l'air est devenue virale. Dans la vidéo, il déclare : «L'État n'est pas la solution. C'est le problème.» Comme exemple de sa critique du rôle de l'État dans l'économie, Milei et La Libertad Avanza ont voté contre une loi visant à étendre le programme de lutte contre les cardiopathies congénitales, qui est l'une des causes les plus fréquentes de mortalité chez les nouveau-nés, au motif que cela impliquait "une plus grande présence de l'État s'immisçant dans la vie des individus et... plus de dépenses".
Au-delà de la restructuration institutionnelle, Milei s'est engagé à relever les défis économiques de l'Argentine par des réductions rapides et significatives des dépenses publiques , et un choc économique radical visant à résoudre des problèmes comme l'inflation. Selon son conseiller Darío Epstein, Milei vise à équilibrer le budget d'ici trois mois. Epstein a expliqué : « La première chose que nous devons faire est de réduire le déficit budgétaire de 5 points de pourcentage, ce qui n'est pas du tout facile. Comme l'Argentine se trouve dans une situation très critique, avec 40 à 45 pour cent de pauvreté, ce que nous ne devrions pas faire, c'est licencier des fonctionnaires ou réduire les dépenses sociales. C'est très important."  De plus, Milei a été un critique virulent des administrations précédentes, y compris celles de Cristina Fernández de Kirchner, Mauricio Macri et Alberto Fernández. Il cite les dépenses publiques excessives et le manque d'ajustement budgétaire comme principales préoccupations.

### Banque centrale d'Argentine et politique monétaire
Milei a critiqué la Banque centrale d'Argentine,, comme « l'un des plus grands voleurs de l'histoire de l'humanité ». Il a déclaré: « Les banques centrales sont divisées en quatre catégories : les mauvaises, comme la Réserve fédérale, les très mauvaises, comme celles d'Amérique latine, les horriblement mauvaises, et la Banque centrale d'Argentine. »  Il plaide pour le démantèlement éventuel de la Banque centrale pour permettre aux citoyens de choisir librement leur système monétaire. Il est également partisan d'une économie dollarisée comme mesure pour contrer les problèmes d'inflation persistants du pays,,. Commentant le plan de convertibilité des années 1990, Milei a déclaré : « La convertibilité a été lancée le [1er avril] 1991. En janvier 1993, nous étions le pays avec l'inflation la plus faible au monde. Je propose la libre concurrence des monnaies, une réforme complète du système financier. Ainsi, le plus probable est que les Argentins choisissent le dollar ».

### Imposition
Milei exprime une vision critique du rôle de l'État en matière économique, le qualifiant de « plus grand ennemi de la richesse ». Il affirme qu’un État élargi, financé par les impôts, peut entraîner une baisse des salaires réels. Selon Milei, le financement par emprunt constitue essentiellement une imposition différée. En outre, il affirme que si l’État accumule une dette extérieure, cela pourrait avoir un impact négatif sur le taux de change d’équilibre, augmentant ainsi le coût des biens essentiels et exacerbant la pauvreté,.
Milei décrit l'Argentine comme un enfer fiscal et souligne le rôle de l'État comme obstacle à la liberté économique, affirmant que « l'État est le problème, pas la solution ». Dans ce cadre, il s'aligne sur les traditions libérales qui cherchent à minimiser l'intervention de l'État, invoquant des concepts tels que « la vie, la liberté et la propriété » comme droits fondamentaux. Milei soutient que les politiques fiscales actuelles constituent des obstacles à ces droits, et envisage le libéralisme comme un moyen d'alléger ce qu'il identifie comme des contraintes imposées par l'État.

### Privatisation
Milei soutient la privatisation des entreprises publiques, y compris le foreur de schiste Yacimientos Petrolíferos Fiscales (YPF), ainsi que des routes, et s'est engagé à supprimer les taxes sur le soja et, dans le cadre de son programme de déréglementation, à abandonner les offres sur les batteries de véhicules électriques. Il a également exprimé son intention de fermer, de privatiser ou de redéfinir le CONICET ("Conseil national de la recherche scientifique et technique") argentin, ce qui a suscité des critiques parmi les chercheurs du pays.

### Sécurité sociale
Milei a qualifié l'addendum à l'article 14 de la Constitution argentine, introduit par Perón, qui garantit les droits du travail, les retraites et l'ensemble du système de sécurité sociale, de « cancer du pays »; il s'est engagé, en tant que Président, à l'abroger .